# Velkommen til Medina
| Оценки критиков  | Оценки критиков                                                                         |
| Источник         | Оценка                                                                                  |
| ---------------- | --------------------------------------------------------------------------------------- |
| AllMusic         | 3 из 5 звёзд · 3 из 5 звёзд · 3 из 5 звёзд · 3 из 5 звёзд · 3 из 5 звёзд                |
| Berlingske Media | 5 из 6 звёзд · 5 из 6 звёзд · 5 из 6 звёзд · 5 из 6 звёзд · 5 из 6 звёзд · 5 из 6 звёзд |
| Ekstra Bladet    | 4 из 6 звёзд · 4 из 6 звёзд · 4 из 6 звёзд · 4 из 6 звёзд · 4 из 6 звёзд · 4 из 6 звёзд |
| Gaffa            | 3 из 6 звёзд · 3 из 6 звёзд · 3 из 6 звёзд · 3 из 6 звёзд · 3 из 6 звёзд · 3 из 6 звёзд |
| Jyllands-Posten  | 3 из 6 звёзд · 3 из 6 звёзд · 3 из 6 звёзд · 3 из 6 звёзд · 3 из 6 звёзд · 3 из 6 звёзд |
| Politiken        | 4 из 6 звёзд · 4 из 6 звёзд · 4 из 6 звёзд · 4 из 6 звёзд · 4 из 6 звёзд · 4 из 6 звёзд |
| Soundvenue       | 1 из 6 звёзд · 1 из 6 звёзд · 1 из 6 звёзд · 1 из 6 звёзд · 1 из 6 звёзд · 1 из 6 звёзд |

Velkommen til Medina (рус. «Добро пожаловать к Медине») — второй студийный альбом датской певицы Медина, вышел 31 Августа, 2009 года  (Дания).

## Об альбоме
Заглавная песня альбома, Kun for mig («Только для меня») была отмечена в Дании как лучший сингл за 2009 год, проданный тиражом более 60 000 экземпляров. Композиция провела 52 недели в чарте Danish Singles Chart, шесть из них на первом месте. В сентябре 2009 года была записана англоязычная версия песни с названием You and I («Ты и я») в студии Parlophone в Великобритании. Стартовала с 39-го места в чарте UK Singles Chart и с 27-й позиции в чарте UK Dance Chart. Песня была выпущена как первый сингл на первом международном альбоме певицы, Welcome to Medina, релиз которого был намечен на 3 мая 2010 года в Германии, Австрии и Швейцарии, занявший 10, 25 и 30-е места в чартах этих стран. .

## Список композиций
| №                   | Название               | Автор(ы)                                        | Продюсеры           | Длительность |
| ------------------- | ---------------------- | ----------------------------------------------- | ------------------- | ------------ |
| 1.                  | «Velkommen til Medina» | Medina Valbak, Rasmus Stabell, Jeppe Federspiel | Providers           | 4:58         |
| 2.                  | «Kun for mig»          | Valbak, Stabell, Federspiel                     | Providers           | 4:16         |
| 3.                  | «Rick Ross»            | Valbak, Christian von Staffeldt                 | Motrack             | 3:01         |
| 4.                  | «Stikker du af»        | Valbak, Stabell, Federspiel                     | Providers           | 3:24         |
| 5.                  | «Ensom»                | Valbak, Stabell, Federspiel                     | Providers           | 4:12         |
| 6.                  | «Vi to»                | Valbak, Stabell, Federspiel                     | Providers           | 4:02         |
| 7.                  | «Joanna»               | Valbak, von Staffeldt                           | Motrack             | 3:30         |
| 8.                  | «Jante»                | Valbak, Stabell, Federspiel                     | Providers           | 3:32         |
| 9.                  | «Perfektion»           | Valbak, von Staffeldt                           | Motrack             | 3:19         |
| 10.                 | «Er du med»            | Valbak, Stabell, Federspiel                     | Providers           | 5:10         |
| Общая длительность: | Общая длительность:    | Общая длительность:                             | Общая длительность: | 39:22        |

### Special Edition
| №                   | Название                                             | Продюсеры                               | Длительность |
| ------------------- | ---------------------------------------------------- | --------------------------------------- | ------------ |
| 1.                  | «Velkommen til Medina» (Akustisk Mix)                | Jeppe Federspiel                        | 3:40         |
| 2.                  | «Vi to» (Akustisk Mix)                               | Jeppe Federspiel                        | 3:55         |
| 3.                  | «Ensom» (Akustisk Mix)                               | Jeppe Federspiel                        | 4:12         |
| 4.                  | «Kun for mig» (Svenstrup & Vendelboe Remix)          |                                         | 5:02         |
| 5.                  | «Kun for mig» (Rune RK Remix)                        |                                         | 6:00         |
| 6.                  | «You & I» (Original Mix)                             | Providers                               | 4:12         |
| 7.                  | «You & I» (El Bruhn Remix)                           |                                         | 4:44         |
| 8.                  | «You & I» (Filur Remix)                              |                                         | 5:32         |
| 9.                  | «Kun for dig» (featuring L.O.C.)                     | Providers, Rune Rask (vocal production) | 4:13         |
| 10.                 | «Teri Yaad» (vs. Waqas)                              | Providers                               | 4:13         |
| 11.                 | «Velkommen til Medina» (Svenstrup & Vendelboe Remix) |                                         | 5:49         |
| 12.                 | «Velkommen til Medina» (Traplite Remix)              |                                         | 7:09         |
| 13.                 | «Velkommen til Medina» (Massimo & Dominique Remix)   |                                         | 6:32         |
| Общая длительность: | Общая длительность:                                  | Общая длительность:                     | 65:44        |